# Drève des Saules
La drève des Saules (en néerlandais : Wilgendreef) est une drève du quartier du Mutsaard à Laeken dans le territoire communal de la ville de Bruxelles. Elle a la particularité d'être une drève privée qui appartient aux propriétaires des immeubles qui l'occupent.

## Historique
Cette voie de Laeken dans le quartier du Mutsaard pas loin de Neder-Over-Heembeek et du plateau du Heysel. 
Le projet de cette drève a été porté par l'architecte Roger Moureau dans les années 1950. La drève est composée de maisons du même style, toutes de couleur blanche ainsi que de deux immeubles à appartements.

## Particularité
C'est une drève privée qui appartient aux propriétaires des immeubles qui l'occupent. Ce sont donc à eux qu’incombent l'entretien et la rénovation de la rue. À chaque extrémité de la rue est fermée par une grille, celle de l'avenue de l'Araucaria étant généralement ouvet tandis que celle de l'avenue de la Sarriette est toujours fermée. Une seconde particularité est la présence de deux grands saules à l'entrée de la drève ainsi qu'à l'origine, la présence d'un saule dans chaque jardin.